# Slade in Flame (album)
Slade in Flame a fost un album al trupei Britanice de rock, Slade lansat pe 29 noiembrie 1974. Albumul conține cântece din filmul cu același nume.

## Tracklist
1. "How Does It Feel?" (Holder/Lea)
2. "Them Kinda Monkeys Can't Swing" (Holder/Lea)
3. "So Far So Good" (Holder/Lea)
4. "Summer Song (Wishing You Were Here)" (Holder/Lea)
5. "O.K. Yesterday Was Yesterday" (Holder/Lea)
6. "Far Far Away" (Holder/Lea)
7. "This Girl" (Holder/Lea)
8. "Lay It Down" (Holder/Lea)
9. "Heaven Knows" (Holder/Lea)
10. "Standin' on The Corner" (Holder/Lea)

## Single-uri
- "Far Far Away" (1974)
- "How Does It Feel?" (1975)

## Componență
- Noddy Holder - voce, chitară ritmică
- Dave Hill - chitară
- Jim Lea - chitară bas și pian
- Don Powell - baterie